# Mode 7
 (novembre 2020).
Si vous disposez d'ouvrages ou d'articles de référence ou si vous connaissez des sites web de qualité traitant du thème abordé ici, merci de compléter l'article en donnant les références utiles à sa vérifiabilité et en les liant à la section « Notes et références ».

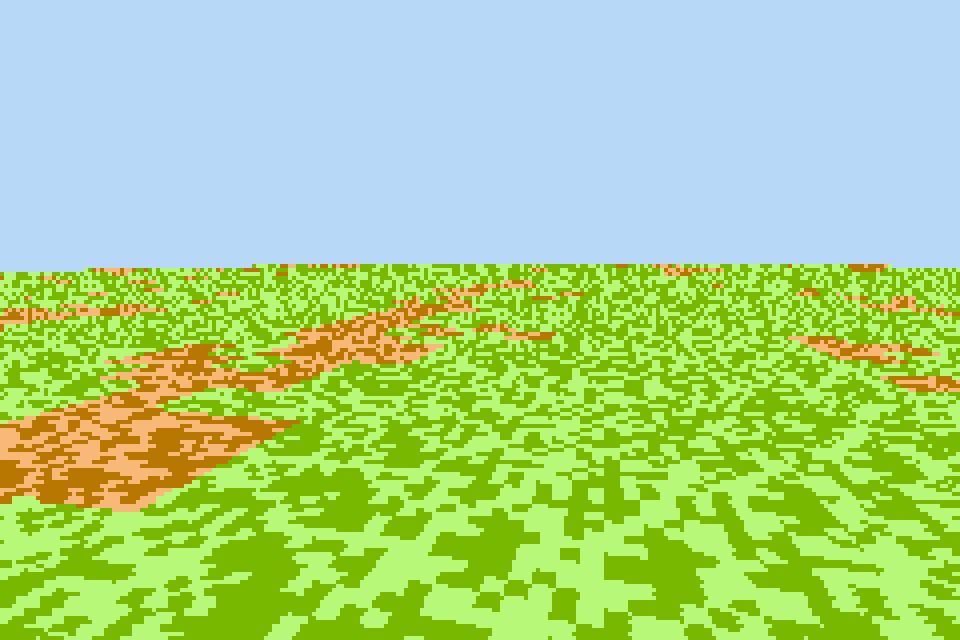
Image d'une démo GBA utilisant cet effet graphique.

Le Mode 7, apparu initialement sur la console de jeu Super Nintendo, est un mode graphique d'application de texture qui permet à un arrière-plan d'être pivoté et redimensionné par des procédés de rotation et de zoom. En modifiant à chaque ligne horizontale de l'image matricielle l'échelle et l'angle de ce plan, un effet de perspective peut être créé, transformant ainsi le plan en un sol incliné et texturé.
Par abus de langage, on parle de Mode 7 pour tout effet similaire sur les autres machines autre que la Super Nintendo.
L'effet de Mode 7 est généralement utilisé sur des systèmes avec de fortes capacités 2D, mais pas de gestion de la 3D car il permet en fait de simuler une impression de profondeur en utilisant uniquement des fonctions 2D. Parmi les jeux de la Super NES utilisant le Mode 7, on trouve F-Zero et Super Mario Kart, tous deux ayant vu leur série par la suite adaptées sur Game Boy Advance, tout en gardant cet effet, rendu possible par le circuit 2D de la console.
De nombreux jeux PC, notamment Wacky Wheels, ont un effet de Mode 7 généré entièrement de manière logicielle, les cartes VGA de l'époque ne comprenant pas de tel circuit d'affichage 2D avancé permettant la rotation et le zoom. De la même manière, certains jeux Amiga (Mr. Nutz, Lionheart, Brian the Lion…) intègrent des effets similaires entièrement codés de manière logicielle.
À noter également que le Mega-CD et la Lynx d'Atari disposaient d'un équivalent du Mode 7 de la Super Nintendo.

## Description technique
Le Mode 7 est basé sur des opérations en 2D. En interne, le Mode 7 n'utilise pas de coordonnées en 3D, mais il permet d'obtenir une illusion de terrain tridimensionnel grâce à des transformations sur un bitmap.
Le Mode 7 est piloté grâce à une série de registres :
- un registre de 8 bits pour indiquer le type d'effet (miroir horizontal/vertical, superposition) ;
- 4 registres de 16 bits pour les paramètres d'une matrice de transformation 2x2 ;
- 2 registres de 16 bits pour donner le centre (cx,cy) de l'effet.

En faisant varier les paramètres de la matrice, on obtient une rotation ou un zoom (sur les deux axes ou un axe à la fois). Pour assurer la translation, deux coordonnées supplémentaires sont nécessaires.
Il est possible de changer la matrice à chaque ligne, ce qui permet par exemple de faire un effet de perspective.

## Liste non exhaustive de jeux Super Nintendo utilisant le Mode 7
- ActRaiser (carte) (villes)
- ActRaiser 2 (carte)
- Axelay
- Contra III: The Alien Wars
- Chrono Trigger (courses à moto)
- Demon Crest (carte du monde)
- Equinox (balade sur la carte)
- F1 Pole Position
- Final Fantasy IV et V (à bord du vaisseau)
- Final Fantasy VI (introduction, carte du monde, course en chariot minier)
- F-Zero
- Ganbare Goemon 2 (mini-jeux dans le jeu, ainsi qu'un boss)
- Hyper Zone
- Illusion of Time (balade sur la carte)
- Indiana Jones' Greatest Adventures (en canot pneumatique, en chariot, en biplan)
- Jurassic Park durant les niveaux en vision subjective.
- Killer Instinct
- Kirby Superstar (introduction)
- Mohawk & Headphone Jack (rotation du monde)
- Terranigma (carte du monde)
- The Legend of Zelda: A Link to the Past (carte du royaume d'Hyrule)
- The Lost Vikings (scènes où les vikings voyagent dans le temps)
- Mortal Kombat II (the pit 2 stage fatality)
- Pilotwings
- Rap Jam: Volume One
- U.N. Squadron (introduction)
- Secret of Mana (voyage en canon et à dos de dragon)
- Secret of Evermore (voyage en vaisseau)
- Street Racer
- Super Castlevania IV (en particulier le niveau 4)
- Super Mario Kart
- Super Mario RPG (course dans le chariot de la mine)
- Super Mario World (scènes de boss)
- Super Probotector (« Contra III: The Alien Wars » en Japonais)
- Super Soccer
- Super Star Wars (niveau en speeder)
- Super Tennis
- Yoshi's Island
- Tiny Toons : Wild and Wacky Sports (certaines épreuves, notamment le saut à l'élastique et l'épreuve de vol)
- Yoshi's Safari
- Tales of Phantasia (Carte du monde) (Changement de temps)

Axelay utilise le Mode 7 non pas pendant le jeu mais pour la séquence du générique de fin et le boss qui ressemble à ED-209. En effet, le célèbre scrolling vertical « en rouleau » n'utilise pas le Mode 7.